# Dihammaphora gracicollis
Dihammaphora gracicollis là một loài bọ cánh cứng trong họ Cerambycidae.